# Sclerotinia bulborum
Sclerotinia bulborum är en svampart som först beskrevs av Wakker, och fick sitt nu gällande namn av Pier Andrea Saccardo 1889. Sclerotinia bulborum ingår i släktet Sclerotinia och familjen Sclerotiniaceae.   Inga underarter finns listade i Catalogue of Life.